# Clase Excellence
La clase Excellence, que incluye las subclases clase Helios y XL o clase Excel, es una clase de cruceros ordenada por Carnival Corporation & plc para sus marcas subsidiarias AIDA Cruises, Costa Cruceros, P&O Cruises y Carnival Cruise Line. Los barcos están siendo construidos por Meyer Werft en su astillero en Papenburg, Alemania, y Meyer Turku en su astillero en Turku, Finlandia. El primero, el AIDAnova, entró en servicio para AIDA Cruises en 2018.

## Desarrollo
En marzo de 2015, Carnival Corporation se asoció estratégicamente con Meyer Werft para construir nuevos barcos entre 2018 y 2022. En junio de 2015, se ordenaron cuatro barcos para entrega entre 2019 y 2020. En septiembre de 2016, se ordenaron tres barcos más para Carnival Cruise Line y P&O Cruises para entrega en 2020 y 2022.
La clase Excellence serán los primeros cruceros del mundo en ser alimentados con gas natural licuado (GNL) y fueloil tradicional, que tiene como objetivo hacerlos más ecológicos que los barcos tradicionales con motor diésel.  Se espera que cada barco cueste 950 millones de dólares.
Los primeros cuatro barcos de la clase sufrieron retrasos en la entrega. Los retrasos del AIDAnova, Costa Smeralda y Mardi Gras se atribuyeron a que los barcos fueron los primeros en ser alimentados con GNL, las complejidades del diseño, las dificultades para coordinar a los subcontratistas y el gran tamaño de los barcos. El retraso de Iona se debió a una suspensión temporal de las operaciones por parte de P&O Cruises y un progreso de construcción más lento, en respuesta a la pandemia de COVID-19. Mardi Gras luego se retrasó hasta 2021, también debido a la pandemia.

## Unidades
| Barco                | Subclase     | Construido | Operador             | Constructor | Tonelaje bruto | Badera                  | número IMO | Notas | Imagen | nº construcción. |
| -------------------- | ------------ | ---------- | -------------------- | ----------- | -------------- | ----------------------- | ---------- | --- | ------ | ---------------- |
| AIDAnova             | clase Helios | 2018       | AIDA Cruises         | Meyer Werft | 183,858        | Bandera de Italia       | 9781865    | El primer crucero del mundo propulsado por GNL.                                                                       |        | S.696            |
| Costa Smeralda       |              | 2019       | Costa Cruceros       | Meyer Turku | 185,010        | Bandera de Italia       | 9781889    | |        | NB 1394          |
| MS Iona              | clase Excel  | 2020       | P&O Cruises          | Meyer Werft | 184,089        | Bandera del Reino Unido | 9826548    | |        | S.710            |
| Mardi Gras           | clase Excel  | 2020       | Carnival Cruise Line | Meyer Turku | 181,808        | Bandera de Bahamas      | 9837444    | |        | NB 1396          |
| AIDAcosma            | clase Helios | 2021       | AIDA Cruises         | Meyer Werft | 183,900        | Bandera de Italia       | 9781877    | Originalmente planeado para 2020.                                                                                     |        | S.709            |
| Costa Toscana        |              | 2021       | Costa Cruises        | Meyer Turku | 186,364        | Bandera de Italia       | 9781891    | Originalmente planeado para 2020.                                                                                     |        | NB 1395          |
| Carnival Celebration | clase Excel  | 2022       | Carnival Cruise Line | Meyer Turku | 180,000        | Bandera de Bahamas      | 9837456    | La construcción comenzó el 13 de enero de 2021.                                                                       |        | NB 1397          |
| Arvia                | clase Excel  | 2022       | P&O Cruises          | Meyer Werft | >180,000       |                         | 9849693    | La construcción comenzó el 22 de febrero de 2021.                                                                     |        | S.716            |
| Carnival Jubilee     | clase Excel  | 2023       | Carnival Cruise Line | Meyer Werft | 183,200        |                         | 9851737    | La construcción comenzó el 18 de marzo de 2022.                                                                       |        | S.717            |
| Carnival Festivale   | clase Excel  | 2027       | Carnival Cruise Line | Meyer Werft | 180,000        |                         |            | Orden anunciada el 13 de febrero de 2024. Primera orden de construcción de Carnival Corporation después de cinco años |        | S.724            |
| Carnival Tropicale   | clase Excel  | 2028       | Carnival Cruise Line | Meyer Werft | 180,000        |                         |            | Orden de fabricación anunciada el 26 de marzo de 2024.                                                                |        |                  |